# عبد الفتاح المزين
 عبد الفتاح المزين  ممثل سوري من مواليد دمشق 1945 ،من أولى بداياته الفنية دوره في مسلسل حمام الهنا عام 1968 حيث مثل دور شرطي ، ثم في مسلس صح النوم عام 1972 حيث أدى دور الطبيب الذي يجري ل حسني البورظان الذي جسد شخصيته نهاد قلعي عملية الزائدة الدودية بالخطأ ، ،ثم لمع من خلال بطولة فيلم القلعة الخامسة عام 1977 ،ثم فيلم حادثة النصف متر عام 1981 ثم شارك في مسلسل مرايا بدءا من مرايا 84 ثم 86 و88،أنضم إلى نقابة الفنانين السورين عام 1970 وقد شاركه عباس النوري جزء من أعماله.

## أهم أدواره
- قام بدور زاهي أفندي في مسلسل أبو كامل بجزئه الأول والثاني للمخرج علاء الدين كوكش وقام بدور أبو عبدو في مسلسل زمن البرغوت الجزء الأول والثاني أنتاج عام 2012 للمنتج محمد قبنض والمؤلف محمد زيد الزيد

## أعماله

### أهم أعماله في المسرح
- صابر أفندي
- الزوبعة
- الغريب
- إبراهيم وصفية
- جونو والطاووس
- الزير سالم
- الشاطر حسن والعديد من الأعمال المسرحية

### أهم أعماله في الأذاعة
- الولادة الجديدة
- حكم العدالة والعديد من الأعمال الاذاعية

### أهم أعماله في السينما
- القلعة الخامسة
- حادثة النصف متر
- شئ ما يحترق
- وقائع العام المقبل

### أهم أعماله في التلفزيون
- أمنيات صغيرة
- الرحيل إلى الوجه الآخر (مسلسل)
- الخط الأحمر
- امرأة لا تعرف اليأس (مسلسل)
- سهرة التراث - القناع
- دائرة النار
- هجرة القلوب إلى القلوب
- الدغري
- أبو كامل
- الجذور
- السوداء
- الخوابي العتيقة
- صوت الصمت
- أيام الغضب
- هوى بحري
- حارة الجوري
- اختفاء رجل
- رقصة الحباري
- غزلان في غابة الذئاب
- رجال العز
- الرحيل للوجه الأخر
- زمن البرغوت